# Jean Dols
Jean Dols, né à Liège le 22 février 1909 et mort à Comblain-au-Pont le 27 décembre 1993, est un peintre, graveur et affichiste belge.

## Biographie
Il commença à se former à l'Académie des beaux-arts de Liège dans les ateliers de Jean Donnay et d'Auguste Mambour.
Personnalité bien connue de sa ville natale, artiste original et bohème, Jean Dols a longtemps eu sa propre galerie à Liège de 1960 à 1967 où il a pu promouvoir une génération de jeunes artistes.
Il a produit un œuvre gravé étalé de 1934 à 1950, que l'on a parfois comparé à celle d'Ensor, où la satire sociale et le sarcasme prédominent.
Jean Jour lui a consacré un livre biographique.
Il est inhumé au cimetière du Thier Pirard à Comblain-au-Pont.

## Expositions et rétrospectives
- 1939 : Exposition internationale de l'eau, Liège 1939 : Recueil de gravures d'artistes liégeois (Jeanne Neujean, François Maréchal, Robert Crommelynck, Jean Donnay, Paul Daxhelet, Jean Dols, Georges Comhaire.
- 1992 : Rétrospective à la salle Saint-Georges de Liège : plus de cent gravures, une vingtaine d'huiles, quelques dizaines d'aquarelles, des affiches, des objets, des souvenirs et des portraits de lui par Grooteclaes, Scauflaire, Germeau, notamment[6]
- 2004 : Rétrospective pour les 10 ans de la mort de Jean Dols, Henri Thyssens, à Liège[7]
- 2006 : Espace 251 Nord.

## Musées
Le Musée de l'art wallon à Liège conserve plusieurs de ses œuvres.
Plusieurs de ses gravures sont également conservées au Centre de la gravure et de l'image imprimée et dans les collections iconographiques de l'Université de Liège.